# Heinz Pulvermann
Heinz Pulvermann (* 12. Mai 1895 in Hamburg; † Januar 1972 in Rye, New York) war ein Politiker der Deutschen Demokratischen Partei und deutsch-amerikanischer Manager.

## Leben
Heinz Pulvermann stammte aus einem jüdischen Elternhaus. Sein Vater, der Diplom-Ingenieur Leo Pulvermann, besaß in Hamburg am Rödingsmarkt 4–9 ein Architektur- und Ingenieurbüro. Nach seiner Schulzeit am Wilhelm-Gymnasium nahm er im Jahr 1913 ein Studium der Rechtswissenschaften an der Universität Freiburg auf. Während des Ersten Weltkriegs diente Pulvermann von 1914 bis 1918 als Unteroffizier der Feldartillerie an der Westfront. Im Jahr 1916 erhielt er das Hanseatenkreuz und war Inhaber des Eisernen Kreuzes. Ab 1919 setzte Pulvermann sein Studium, das so sowohl Jura als auch Ökonomie umfasste, in Hamburg, München und Berlin fort. Im Jahr 1923 schloss er an der Hamburger Universität sein Studium als Magister iuris ab.
Politisch engagierte sich Pulvermann während seiner Studienzeit in der Deutschen Studentenschaft und gehörte als Jungdemokrat dem Jugendverband der Deutschen Demokratischen Partei (DDP) an. Im Jahr 1920 baute er eine reichsweit aktive Spionageorganisation namens „Freiheitlich deutscher Wehrring“ auf. Die Mitglieder dieses Geheimbundes unterwanderten verschiedene Parteien und sammelten zur Bekämpfung republikanischer Gegner Informationen über deren Aktivitäten und Ziele. Beruflich war Pulvermann, nach US-amerikanischen Gerichtsangaben, zwischen 1923 und 1930 bei zwei Braunkohleunternehmen im Controlling, Investment sowie Business Development tätig.
Diesen beruflichen Angaben stehen verschiedene Einträge in- und ausländischer Adressbücher von Direktoren und Aufsichtsräten gegenüber, wonach er von 1927 bis 1932 Generaldirektor (Vorstandsvorsitzender) der Verkehrs- und Handels AG mit Sitz in Berlin und spätestens seit 1931 Mitglied des Deutschen Herrenklubs war. Die Verkehrs- und Handels AG stand in Verbindung mit der Berliner Handels-Gesellschaft, die als wichtiger Geldgeber der DDP galt und von führenden DDP-Mitgliedern geleitet wurde. Zu dieser Zeit wohnte Pulvermann in Grunewald, Hubertusbader Str. 22, und zählte zum 15-köpfigen inneren Führungszirkel der DDP (1930 Umbenennung in Deutsche Staatspartei).
Obwohl sich der Sitz der Gesellschaft repräsentativ in Berlin NW 7, Unter den Linden 28 befand, ist nicht bekannt, womit sich das Unternehmen konkret beschäftigte. Im Handbuch der deutschen Aktiengesellschaften war als Geschäftsgegenstand lediglich der „Erwerb von oder die Beteiligung an industriellen oder Handels-Unternehmungen, die Verwaltung und Überwachung von Unternehmen und Beteiligungen sowie die Vornahme von damit zusammenhängenden oder verwandten Geschäften aller Art“ angegeben. Zumindest noch im August 1932 war auf Aktien der Verkehrs- und Handels AG die Unterschrift von Pulvermann abgebildet.
Nach US-amerikanischen Gerichtsangaben wurde er im Jahr 1931, jedoch laut offiziellen Geschäftsberichten nachweislich erst im Herbst 1932, Vorstandsvorsitzender der Werschen-Weißenfelser Braunkohlen AG (WW) und Anhaltischen Kohlenwerke (AKW). Die beiden Gesellschaften waren seit dem Jahr 1924 im Rahmen einer Verwaltungsgemeinschaft verbunden und zählten zu den größten Montanunternehmen im mitteldeutschen Braunkohlerevier. Die Aktienmehrheit der AKW und WW befanden sich im Besitz der Prager Familie Petschek, die sich ab Herbst 1932 geschäftlich zunehmend in England etablierten und mit Hilfe der Berliner Handels-Gesellschaft ihre Unternehmensanteile in einer amerikanischen Holding, der United Continental Corp. mit Sitz in New York bündelten.
In seinen Funktionen als Vorstandsvorsitzender der beiden Aktiengesellschaften und Vertreter der Prager Petscheks war Pulvermann von 1933 bis 1936 Mitglied im Aufsichtsrat des Mitteldeutschen Braunkohlen-Syndikats sowie des Ostelbischen Braunkohlen-Syndikats. 1936 emigrierte er nach Großbritannien. Zuvor hatte Pulvermann ein umfangreiches Aktienpaket der AKW und WW nach London transferiert, wodurch er beide Unternehmen noch bis ins Jahr 1937 kontrollieren konnte. Offiziell schied er am 31. Mai 1937 aus dem Vorstand der Werschen-Weißenfelser Braunkohlen AG und Anhaltischen Kohlenwerke aus. Paul Leverkuehn, der zu dieser Zeit amtierende Aufsichtsratsvorsitzende der beiden Gesellschaften, dankte in einem Geschäftsbericht Pulvermann für seine langjährige Mitarbeit und betonte seine „große Fähigkeiten, mit denen er einen bedeutsamen, auch in die Zukunft wirkenden Beitrag geleistet“ habe.
Als führender Mitarbeiter der Julius-Petschek-Erben, denen die deutschen Behörden unter anderem Aktienbetrug und Steuerhinterziehung vorwarfen, wurde Pulvermann später vom Reichssicherheitshauptamt in die Sonderfahndungsliste G.B. aufgenommen, ein Verzeichnis von Personen, die bei einer deutschen Besetzung Englands von Sondereinheiten der SS verhaftet werden sollten. Tatsächlich hielt sich Pulvermann ab Ende der 1930er Jahre in Frankreich auf, von wo aus er in Zusammenarbeit mit der Societe Europeenne d’Etudes et d’Entreprises die Ausreise deutscher Juden nach Südamerika organisierte.
Nach Ausbruch des Zweiten Weltkriegs im September 1939 konnte er mit Genehmigung der französischen Regierung in Frankreich bleiben. Im Zuge der Besetzung Frankreichs durch deutsche Truppen, floh er im Jahr 1940 nach Nordafrika, wo er von der Vichy-Regierung interniert wurde. Nach der Landung alliierter Truppen in Französisch-Nordafrika im November 1942 und Auflösung der Internierungslager verblieb Pulvermann bis zum Jahr 1946 in Algerien. Im Jahr 1947 ging er nach London und arbeitete als Vertreter für ein britisches Bauunternehmen. Kurze Zeit später zog er in die Vereinigten Staaten und ließ sich in New York als Investmentberater nieder. Im Januar 1950 erhielt er die Staatsbürgerschaft der USA.
In Kooperation mit Lawrence Westbrook, ein Mitglied des Democratic National Committee und Präsident der Trans-American Development Corporation, vermittelte Pulvermann zunächst an britische und US-amerikanische Immobilienfirmen Bauaufträge zum Wiederaufbau von Wohnungen und Gebäuden in Deutschland. Später verlegte er seinen Tätigkeitsschwerpunkt auf den Handel mit Bergbaukonzessionen. Unter anderem vermittelte er im Jahr 1951 Abbaurechte in Portugal von Mangan, Wolfram und Zinn an die US-Regierung. Speziell die Wolframgeschäfte waren von 1952 bis 1960 Gegenstand umfangreicher Gerichtsverfahren. Portugal war zu dieser Zeit der bedeutendste Wolframlieferant der Welt. Nachdem die deutsche Wehrmacht Wolfram aufgrund seiner hohen Dichte als panzerbrechende Munition eingesetzt hatte, wurde nach dem Zweiten Weltkrieg das weißglänzende Schwermetall auch von der US-Armee für Wuchtgeschosse favorisiert.
Zunächst berichtete die Baltimore Sun im Oktober 1952 über einen Wolfram-Vertrag in Höhe von 9.000.000 US-Dollar, wofür Pulvermann 5 % Provision von der US-Regierung erhielt. In das Geschäft war auch Westbrook verwickelt, der ebenfalls 5 % Provision bekam, und dem vorgeworfen wurde, in seiner Funktion als stellvertretender Vorsitzender des Democratic National Committee die Auftragsvergabe beeinflusst zu haben. Daraufhin erhoben Westbrook und Pulvermann eine Verleumdungsklage gegen den Herausgeber der Baltimore Sun. Die Klage wurde im Mai 1955 vom United States Court of Appeals als nicht zutreffend beschieden.
Der Fall erregte in der Öffentlichkeit viel Aufmerksamkeit, da kein Mitglied dieses Komitees Geschäfte mit der Regierung der Vereinigten Staaten tätigen darf. Letztlich wurde Westbrook aus seiner Position entlassen und der Wolfram-Vertrag von der US-Regierung gekündigt. Infolgedessen verklagte das portugiesische Bergbauunternehmen die Vereinigten Staaten wegen Vertragsverletzung. Das United States Court of Claims bestätigte die Rechtsmäßigkeit der Provisionszahlungen und entschied im Januar 1960, dass der Vertrag hätte eingehalten werden müssen und verurteilte die Vereinigten Staaten zur Zahlung eines Schadensersatzes in Höhe von 508.200 US-Dollar an den Kläger.
Anfang der 1990er Jahre gründete Pulvermanns Witwe Gretchen (* 1913) die Pulvermann Foundation. Die gemeinnützige Stiftung unterstützt kulturelle Veranstaltungen und ermöglicht wirtschaftlich benachteiligten Personen unter anderem den kostenlosen Besuch klassischer Musikkonzerte (sogenannte „community concerts“).